# Аваи (Сан-Паулу)
Аваи (порт. Avaí) — муниципалитет в Бразилии, входит в штат Сан-Паулу. Составная часть мезорегиона Бауру. Входит в экономико-статистический микрорегион Бауру. Население составляет 4781 человек на 2007 год. Занимает площадь 542,157 км². Плотность населения — 8,8 чел./км².

## История
Город основан 2 декабря 1919 года.

## Статистика
- Валовой внутренний продукт на 2003 составляет 70 504 059,00 реалов (данные: Бразильский институт географии и статистики).
- Валовой внутренний продукт на душу населения на 2003 составляет 15 403,99 реала (данные: Бразильский институт географии и статистики).
- Индекс развития человеческого потенциала на 2000 составляет 0,748 (данные: Программа развития ООН).

## География
Климат местности: субтропический. В соответствии с классификацией Кёппена, климат относится к категории Cfb.